# ハウリングII
『ハウリングII』（原題：Howling II: Your Sister is a Werewolf）は、1985年、アメリカ合衆国の映画、ホラー映画。

## ストーリー
前作の主人公であるカレンの兄、ベンは妹の葬式に出席する。そこでカレンはウェアウルフだと告げる謎の男ステファンに出会う、気になったベンは妹の同僚ジェニーとその男に会いに行く事にした。
実は人狼ハンターだったステファンは二人に証拠としてカレンが変化する様子を収めたビデオテープを見せる、信じ難いベン達はこれからカレンの死体が人外として蘇る前に葬るため、狼男退治に向かうステファンに同行するのだった。
やがて、真の黒幕はトランシルヴァニアに君臨する人狼の女王スティルバだと明らかとなり、三人はトランシルヴァニアへスティルバ率いる人狼共を倒しに立ち向かう。

## キャスト
- ステファン　クリストファー・リー（筈見純）
- ジェニー　アニー・マッケンロー（英語版）（井上喜久子）
- ベン　レブ・ブラウン（英語版）（古田信幸）
- マリアナ　マーシャ・A・ハント（英語版）（深見梨加）
- スティルバ　シビル・ダニング（高島雅羅）
- 老婆スティルバ　ヴァレリー・カプラノヴァ
- ヴラッド　ジャド・オーメン（金尾哲夫）
- アール　ファーディ・メイン
- ドム　ジミー・ネイル（英語版）
- 執事　パトリック・フィールド
- フローリン神父　ラディスラフ・クレクマー
- グレゴリー　イヴォ・ニーダール（英語版）
- トンド　ヤン・クラウス（英語版）
- ムーンデビル　スティーヴン・ブロウンスキー
- アメリカの司祭　ジェームズ・Ｍ・クロフォード
- カレン　ハナ・ルドヴィコワ

稲葉実／田原アルノ／高宮俊介／辻親八／水野龍司／峰恵研／津田英三／岡部政明　他

＜日本語版制作スタッフ＞
プロデューサー：宮澤徹／稲葉匡信（フジテレビ）
演出：高橋剛
翻訳：島伸三
担当：柳沼聡仁（東北新社）
制作：フジテレビ／東北新社
テレビ初回放送日：1991/08/27(火)　フジテレビ　火曜映画劇場（深夜映画枠）

## 概要
この映画は「ハウリング」シリーズで唯一前作と関連する続編であり、原作者ゲイリー・ブランドナーが正式に関わっている唯一の作品でもある。前作でブランドナーは原作小説と全く違う映像化に批判しており、本作の製作では自身が手掛けている。その為か、前作と作風が随分異なる作品になった。
本作の特徴としてニューウェイブバンドのバベルに扮したミュージシャンであるスティーブンW.パーソンズが曲「ハウリング」を演奏するシーケンスが挿入される。バベルのメンバーはスティーブンW.パーソンズ（リードシンガー）クリス・パイ（ギター） サイモン・エッチェル（キーボード） スティーブ・ヤング（ドラム）。パーソンズは他に映画のサウンドトラックの作曲を担当している。
エンドクレジットの画面クロール中、シビル・ダニングが胸を出している場面が何度も(17回も)繰り返し流されるという珍場面があり、今では語り草になっている。